# Palomar (edificio)

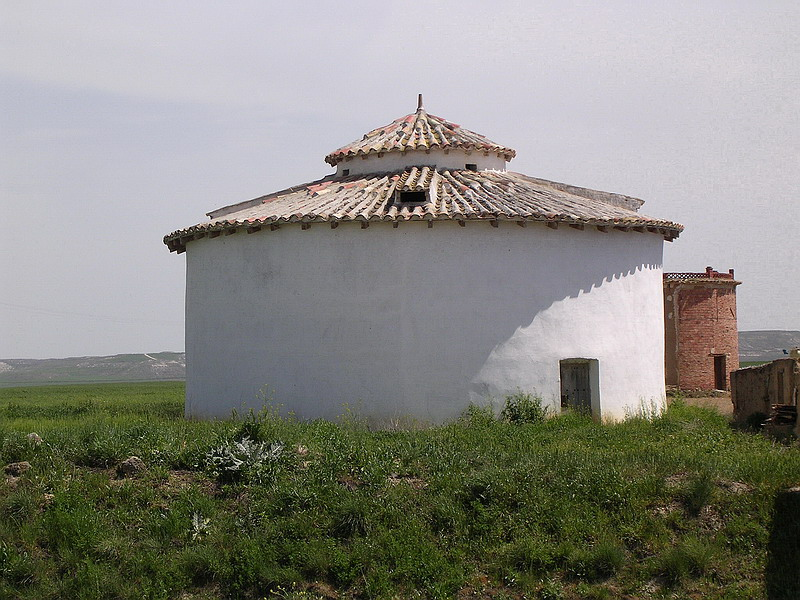
Típico palomar de Tierra de Campos. Pedraza de Campos, Palencia

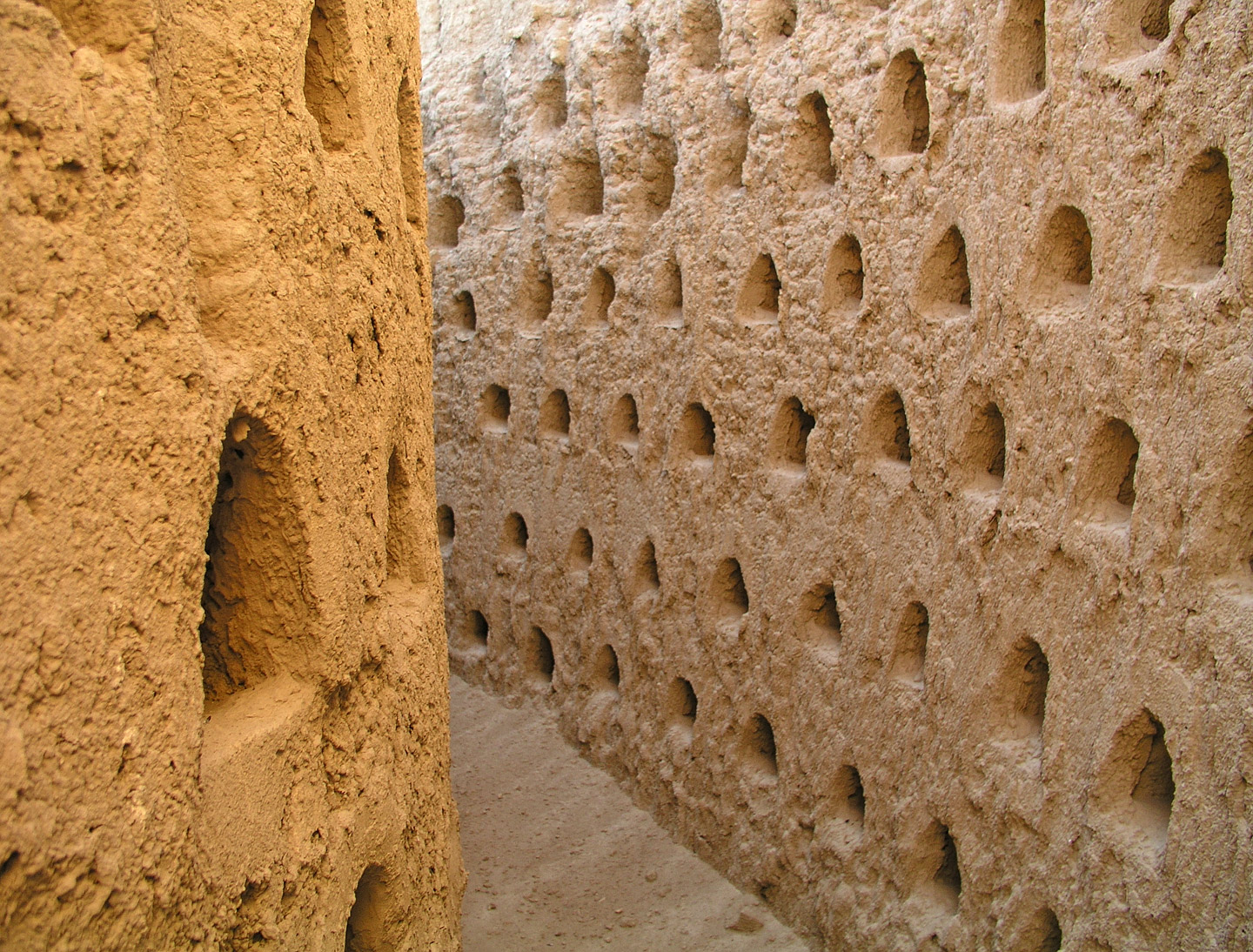
Nidales a la vista en un palomar en ruinas.

Un palomar es una construcción popular para la crianza de pichones y palomas para que luego estos sean comidos. Los materiales con los que está construido varían según los países y regiones, pues cambian según lo que se dispone en cada zona, así como su estructura.

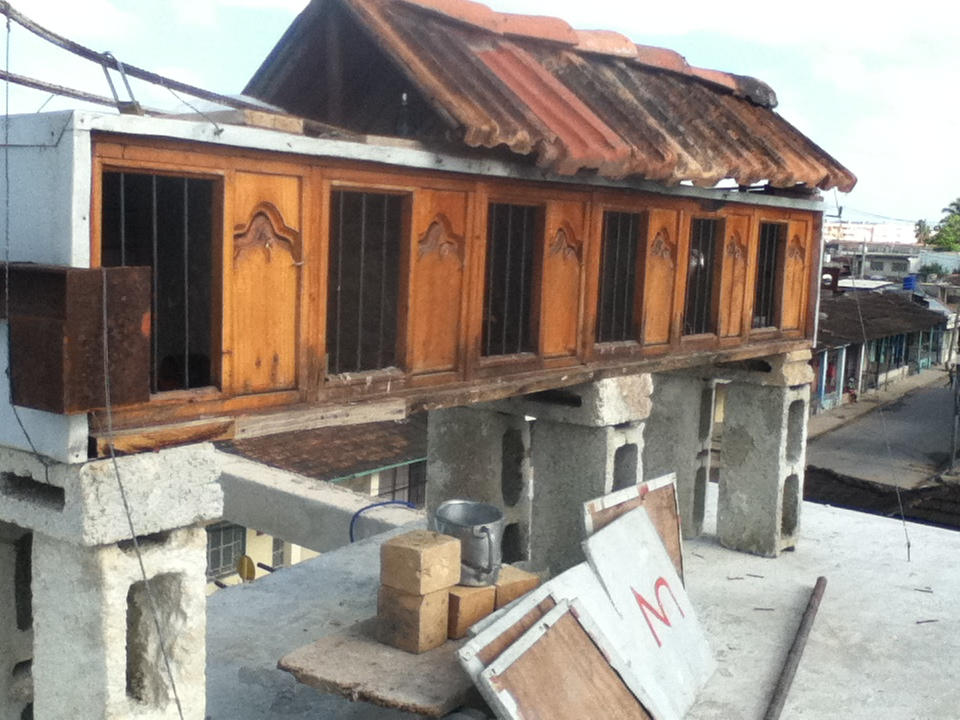
Palomar común de casa

Es un elemento muy recurrente en la arquitectura popular de la comarca de Tierra de Campos.
Una maqueta a escala de este tipo de edificio se encuentra en el Parque temático Mudéjar de Olmedo.

## Museos
- Centro de Interpretación de los Palomares en Castroverde de Campos, (Zamora, España).
- Centro de Interpretación de los Palomares y aula de la Naturaleza en Villafáfila, (Zamora, España).
- Centro de Interpretación de los Palomares en Santoyo, (Palencia, España).
- Centro de Interpretación del palomar. El Palomar del Abuelo en Villalón de Campos, (Valladolid, España).
- Palomar visitable en Matapozuelos, (Valladolid, España).
- Palomar de Huerta Noble en el municipio de Isla Cristina (Huelva, España). Construido en el siglo XVIII, alberga espacio para 36.000 palomas.[1]